# Dicranomyia esbeni
Dicranomyia esbeni là một loài ruồi trong họ Limoniidae. Chúng phân bố ở miền Cổ bắc.